# Phlebiastes dolniki
Phlebiastes dolniki är en insektsart som beskrevs av Alexander Fyodorovich Emeljanov 1964. Phlebiastes dolniki ingår i släktet Phlebiastes och familjen dvärgstritar. Inga underarter finns listade i Catalogue of Life.